# Sainte-Croix-Volvestre
Pour les articles homonymes, voir Sainte-Croix.
Sainte-Croix-Volvestre est une commune française située dans le département de l'Ariège, en région Occitanie. Sur le plan historique et culturel, la commune fait partie du Couserans, pays aux racines gasconnes structuré par le cours du Salat.
Exposée à un climat océanique altéré, elle est drainée par le Volp, le ruisseau de la Boussège et par divers autres petits cours d'eau. Incluse dans le parc naturel régional des Pyrénées ariégeoises, la commune possède un patrimoine naturel remarquable composé de quatre zones naturelles d'intérêt écologique, faunistique et floristique.
Sainte-Croix-Volvestre est une commune rurale qui compte 652 habitants en 2022, après avoir connu un pic de population de 1 919 habitants en 1836. Ses habitants sont appelés les Cruxéens ou Cruxéennes.
Le patrimoine architectural de la commune comprend deux  immeubles protégés au titre des monuments historiques : la halle de Sainte-Croix-Volvestre (monument détruit), inscrite en 1973, et l'ancienne abbaye fontevriste, inscrite en 2012.

## Géographie

### Localisation
La commune de Sainte-Croix-Volvestre se trouve dans le département de l'Ariège, en région Occitanie.
Elle se situe à 39 km à vol d'oiseau de Foix, préfecture du département, à 16 km de Saint-Girons, sous-préfecture, et à 14 km de Saint-Lizier, bureau centralisateur du canton des Portes du Couserans dont dépend la commune depuis 2015 pour les élections départementales.
La commune fait en outre partie du bassin de vie de Cazères.
Les communes les plus proches sont : 
Lahitère (2,1 km), Montberaud (4,1 km), Mérigon (4,5 km), Tourtouse (5,5 km), Fabas (5,9 km), Lasserre (6,3 km), Le Plan (6,3 km), Montardit (6,5 km).
Sur le plan historique et culturel, Sainte-Croix-Volvestre fait partie du Couserans, pays aux racines gasconnes structuré par le cours du Salat (affluent de la Garonne), que rien ne prédisposait à rejoindre les anciennes dépendances du comté de Foix.
Sainte Croix Volvestre est limitrophe de neuf autres communes dont cinq dans le département de la Haute-Garonne.
Les communes limitrophes sont  Fabas, Lahitère, Lasserre, Le Plan, Montberaud, Montbrun-Bocage, Montesquieu-Volvestre, Mérigon et Tourtouse.
| Le Plan (Haute-Garonne) | Montberaud (Haute-Garonne) | Lahitère (Haute-Garonne)              |
| Fabas                   | Sainte-Croix-Volvestre     | Montesquieu-Volvestre (Haute-Garonne) |
| Tourtouse               | Lasserre Mérigon           | Montbrun-Bocage (Haute-Garonne)       |

Commune du piémont pyrénéen située dans le Volvestre à 23 km au nord de Saint-Girons. C'est une commune limitrophe avec le département de la Haute-Garonne dans la sphère d'influence commerciale de Cazères-sur-Garonne.
Elle fait partie du parc naturel régional des Pyrénées ariégeoises.

### Géologie et relief
La commune est située dans le Bassin aquitain, le deuxième plus grand bassin sédimentaire de la France après le Bassin parisien. Les terrains affleurants sur le territoire communal sont constitués de roches sédimentaires datant pour certaines du Cénozoïque, l'ère géologique la plus récente sur l'échelle des temps géologiques, débutant il y a 66 millions d'années, et pour d'autres du Mésozoïque, anciennement appelé Ère secondaire, qui s'étend de −252,2 à −66,0 Ma. La structure détaillée des couches affleurantes est décrite dans la feuille « n°1056 - Le Mas d'Azil » de la carte géologique harmonisée au 1/50 000ème du département de l'Ariège, et sa notice associée.
La superficie cadastrale de la commune publiée par l’Insee, qui sert de références dans toutes les statistiques, est de 19,66 km2,. La superficie géographique, issue de la BD Topo, composante du Référentiel à grande échelle produit par l'IGN, est quant à elle de 20 km2. Son relief est relativement accidenté puisque la dénivelée maximale atteint 259 mètres. L'altitude du territoire varie entre 266 m et 525 m.
La superficie de la commune est de 1 966 hectares ; son altitude varie de 266  à   525 mètres.

### Hydrographie

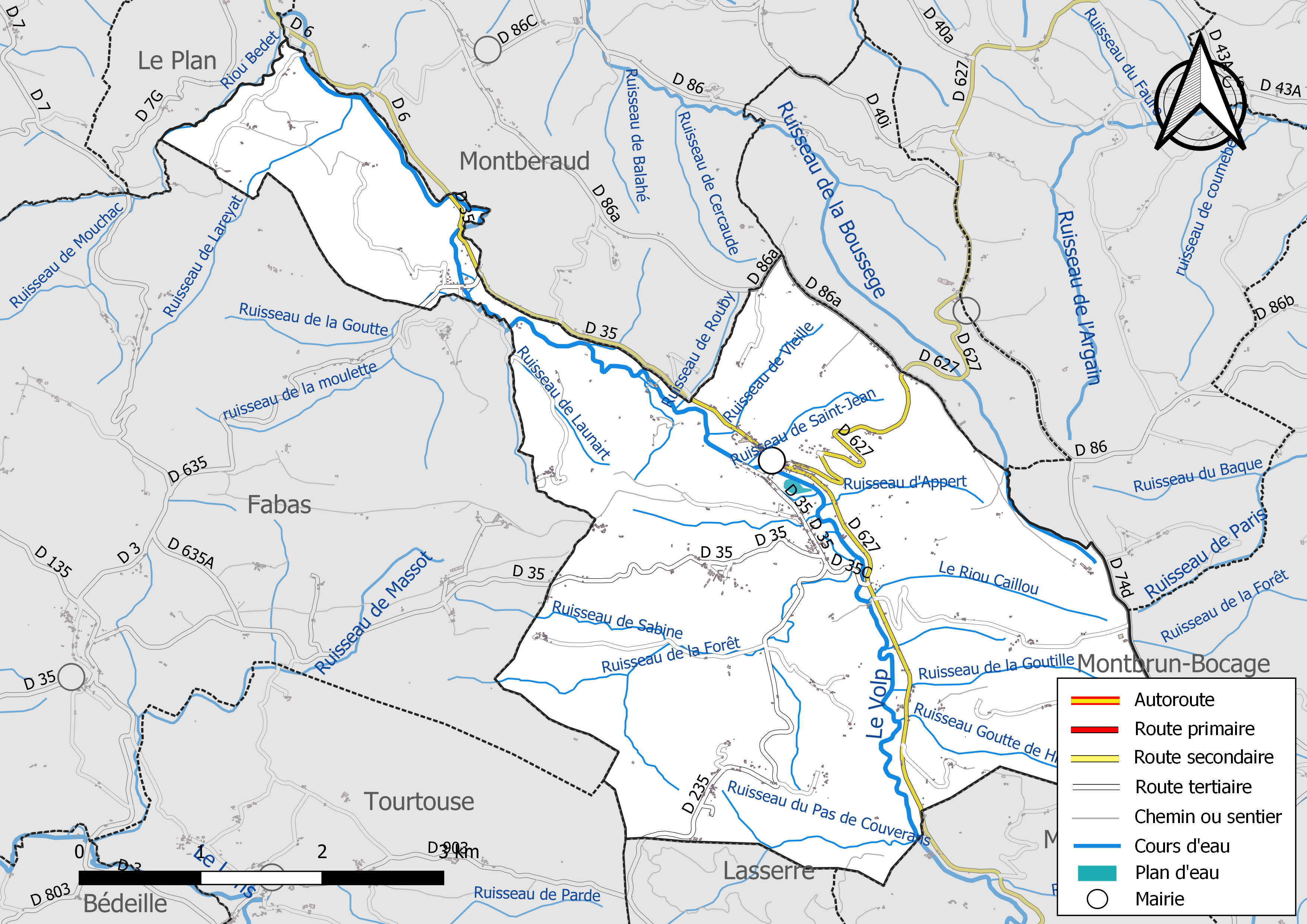
Réseaux hydrographique et routier de Sainte-Croix-Volvestre.

La commune est dans le bassin versant de la Garonne, au sein du bassin hydrographique Adour-Garonne. Elle est drainée par le Volp, le ruisseau de la Boussège, un bras du Volp, le Riou Caillou, Riou Bedet, le ruisseau d'Appert, le ruisseau de Curaou, le ruisseau de la Forêt,  le ruisseau de la Goutille, le ruisseau de la moulette, constituant un réseau hydrographique de 40 km de longueur totale,.
Le Volp, d'une longueur totale de 40,3 km, prend sa source dans la commune de Lescure et s'écoule du sud vers le nord. Il traverse la commune et se jette dans la Garonne à Cazères, après avoir traversé 13 communes.
Le ruisseau de la Boussège, d'une longueur totale de 11,2 km, prend sa source dans la commune de Sainte-Croix-Volvestre et s'écoule du sud-est vers le nord-ouest. Il traverse la commune et se jette dans le Volp à Plan, après avoir traversé 5 communes.

### Climat
Pour des articles plus généraux, voir Climat de l'Occitanie et Climat de l'Ariège.
En 2010, le climat de la commune est de type climat océanique altéré, selon une étude s'appuyant sur une série de données couvrant la période 1971-2000. En 2020, Météo-France publie une typologie des climats de la France métropolitaine dans laquelle la commune est exposée à un climat de montagne et est dans la région climatique Pyrénées centrales, caractérisée par une pluviométrie annuelle de 1 000 à 1 200 mm.
Pour la période 1971-2000, la température annuelle moyenne est de 12,2 °C, avec une amplitude thermique annuelle de 15,2 °C. Le cumul annuel moyen de précipitations est de 1 002 mm, avec 10,5 jours de précipitations en janvier et 7,5 jours en juillet. Pour la période 1991-2020, la température moyenne annuelle observée sur la station météorologique la plus proche, située sur la commune de Cérizols à 9 km à vol d'oiseau, est de 12,3 °C et le cumul annuel moyen de précipitations est de 976,4 mm,. Pour l'avenir, les paramètres climatiques de la commune estimés pour 2050 selon différents scénarios d’émission de gaz à effet de serre sont consultables sur un site dédié publié par Météo-France en novembre 2022.

### Milieux naturels et biodiversité

#### Espaces protégés
La protection réglementaire est le mode d’intervention le plus fort pour préserver des espaces naturels remarquables et leur biodiversité associée,.
La commune fait partie du parc naturel régional des Pyrénées ariégeoises, créé en 2009 et d'une superficie de 245 973 ha, qui s'étend sur 138 communes du département. Ce territoire unit les plus hauts sommets aux frontières de l’Andorre et de l’Espagne (la Pique d'Estats, le mont Valier, etc) et les plus hautes vallées des avants-monts, jusqu’aux plissements du Plantaurel.

#### Zones naturelles d'intérêt écologique, faunistique et floristique
L’inventaire des zones naturelles d'intérêt écologique, faunistique et floristique (ZNIEFF) a pour objectif de réaliser une couverture des zones les plus intéressantes sur le plan écologique, essentiellement dans la perspective d’améliorer la connaissance du patrimoine naturel national et de fournir aux différents décideurs un outil d’aide à la prise en compte de l’environnement dans l’aménagement du territoire.
Trois ZNIEFF de type 1 sont recensées sur la commune :
- le « cours du Volp » (204 ha), couvrant 15 communes dont 11 dans l'Ariège et 4 dans la Haute-Garonne[29] ;
- les « quères des Petites Pyrénées (partie nord) » (1 261 ha), couvrant 9 communes dont 1 dans l'Ariège et 8 dans la Haute-Garonne[30],
- les « quères des Petites Pyrénées (partie sud) » (3 539 ha), couvrant 24 communes dont 10 dans l'Ariège et 14 dans la Haute-Garonne[31] ;

et une ZNIEFF de type 2, : 
les « Petites Pyrénées en rive droite de la Garonne » (12 847 ha), couvrant 20 communes dont 8 dans l'Ariège et 12 dans la Haute-Garonne.

Carte des ZNIEFF de type 1 et 2 à Sainte-Croix-Volvestre.
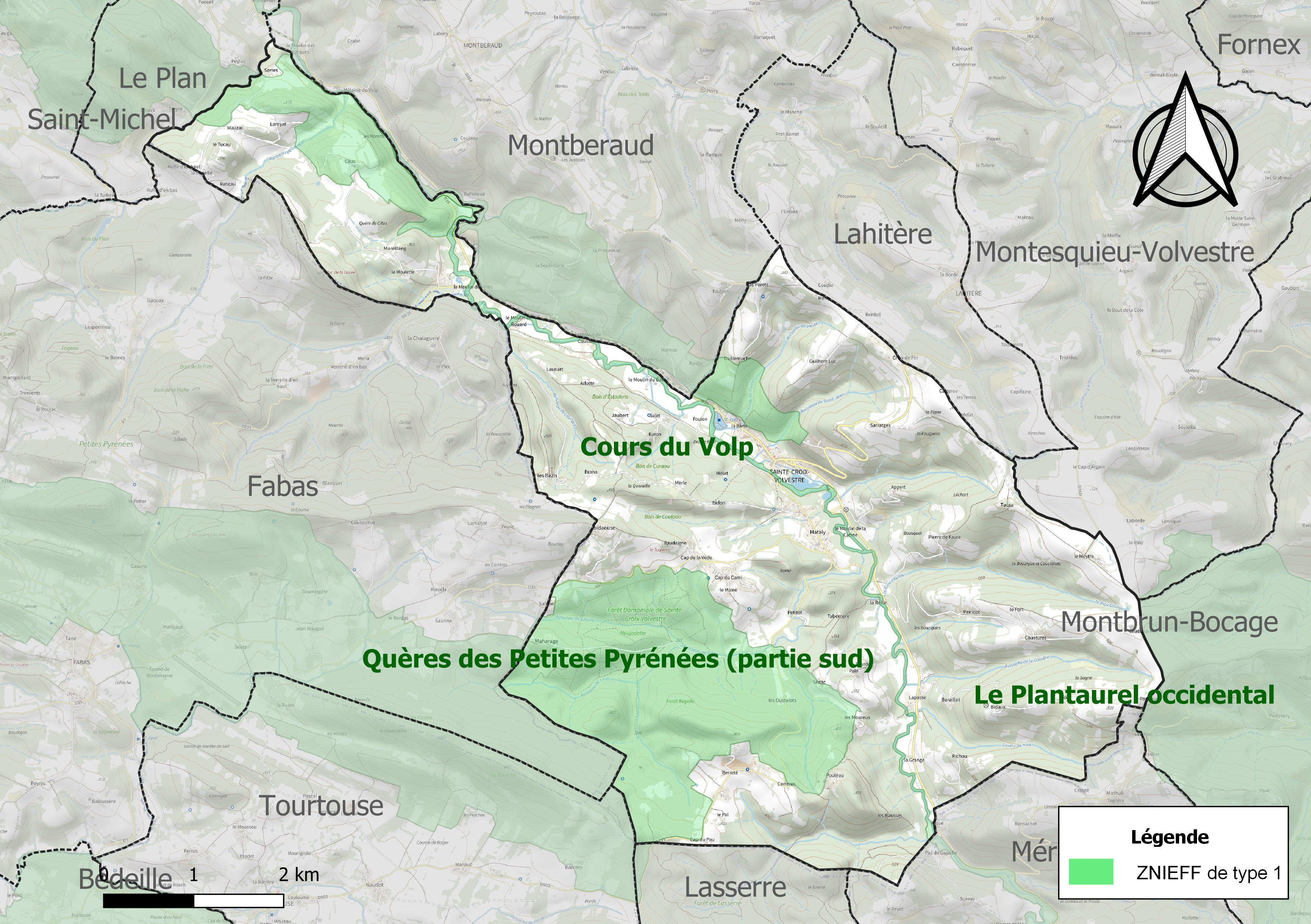
Carte des ZNIEFF de type 1 sur la commune.
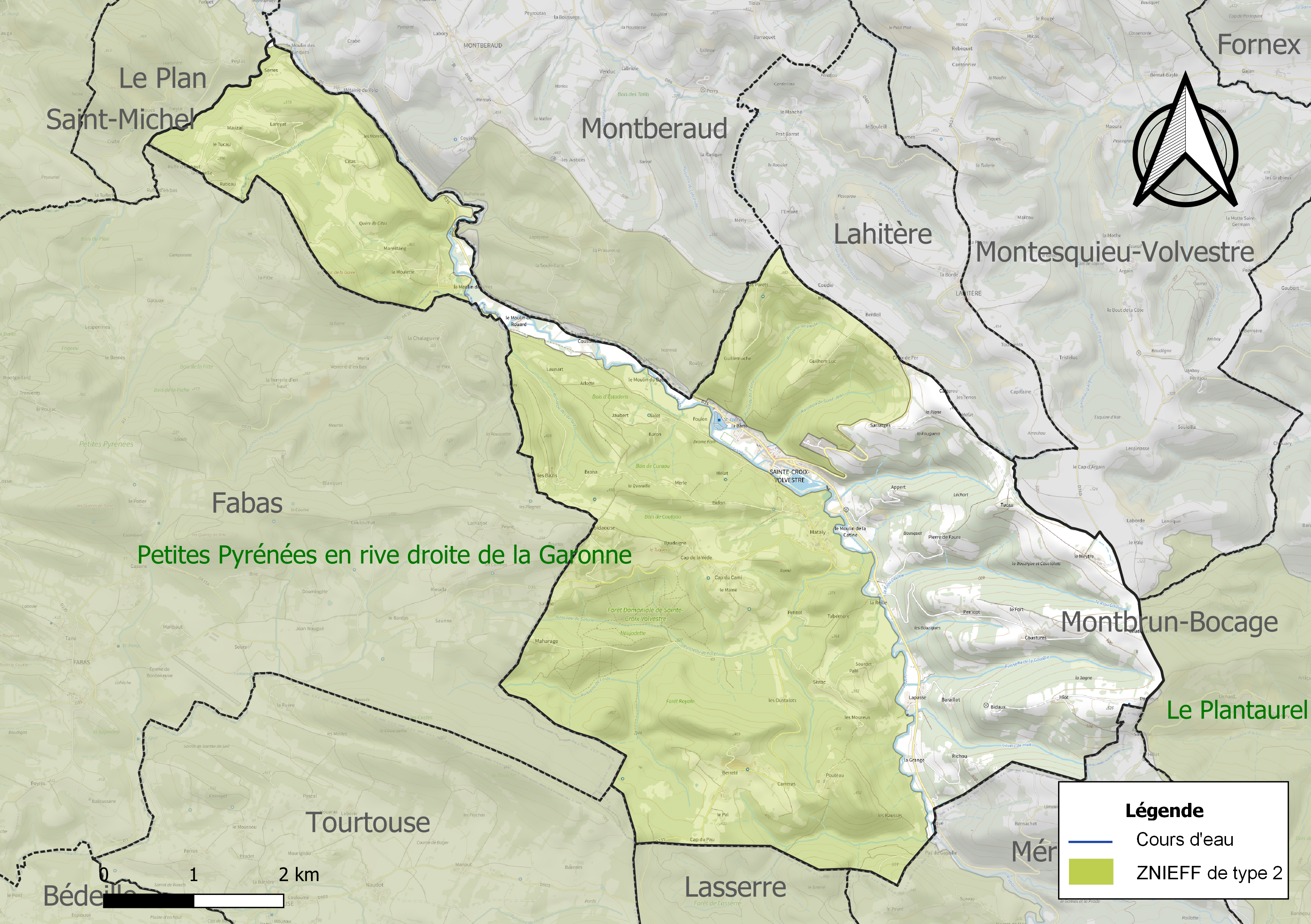
Carte de la ZNIEFF de type 2 sur la commune.

## Urbanisme

### Typologie
Au 1er janvier 2024, Sainte-Croix-Volvestre est catégorisée commune rurale à habitat très dispersé, selon la nouvelle grille communale de densité à 7 niveaux définie par l'Insee en 2022.
Elle est située hors unité urbaine et hors attraction des villes,.

### Occupation des sols
L'occupation des sols de la commune, telle qu'elle ressort de la base de données européenne d’occupation biophysique des sols Corine Land Cover (CLC), est marquée par l'importance des forêts et milieux semi-naturels (62,7 % en 2018), une proportion identique à celle de 1990 (62,7 %). La répartition détaillée en 2018 est la suivante : 
forêts (62,7 %), prairies (27 %), zones agricoles hétérogènes (7,3 %), terres arables (3 %). L'évolution de l’occupation des sols de la commune et de ses infrastructures peut être observée sur les différentes représentations cartographiques du territoire : la carte de Cassini (XVIIIe siècle), la carte d'état-major (1820-1866) et les cartes ou photos aériennes de l'IGN pour la période actuelle (1950 à aujourd'hui).

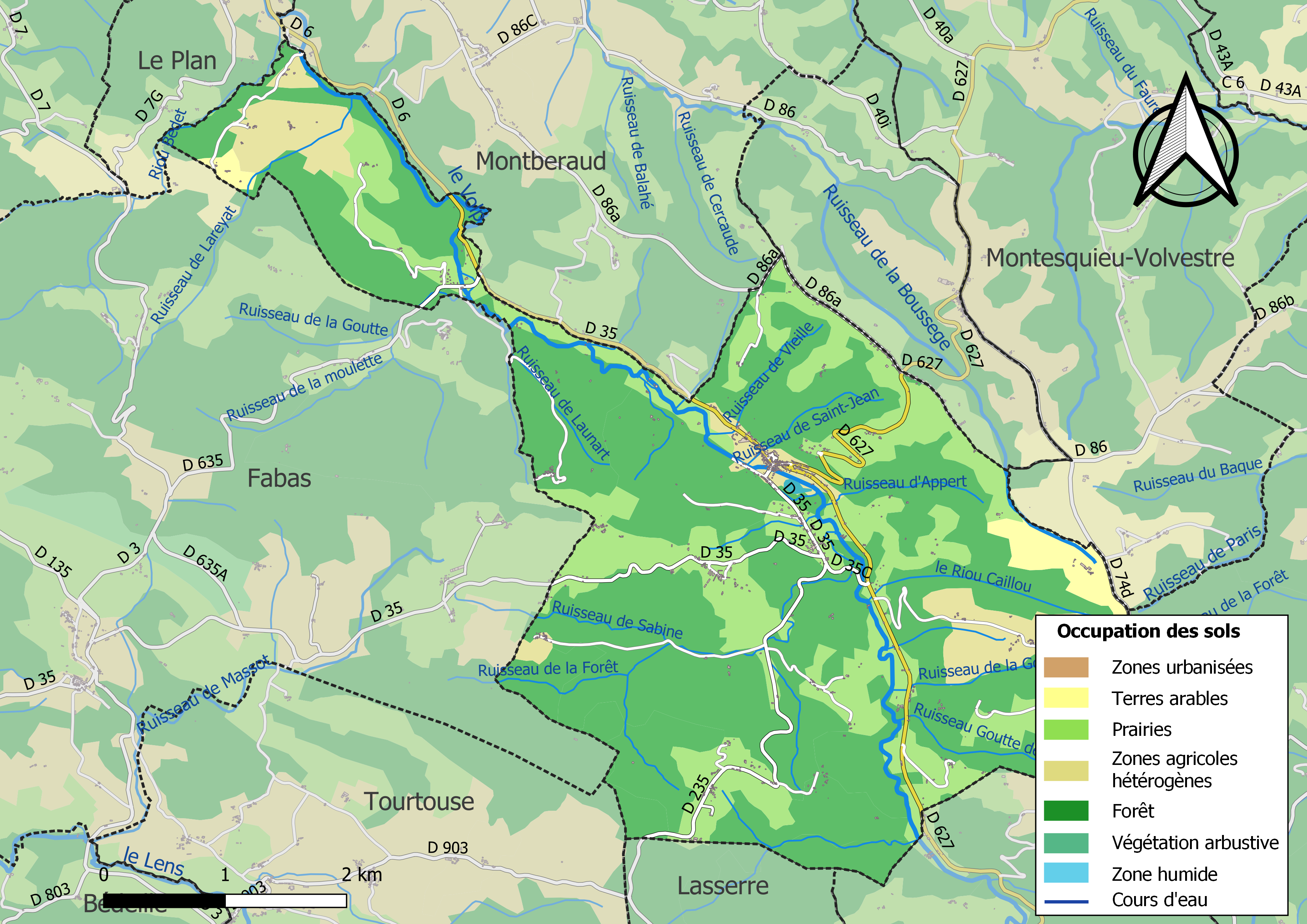
Carte des infrastructures et de l'occupation des sols de la commune en 2018 (CLC).

### Habitat et logement
En 2018, le nombre total de logements dans la commune était de 435, alors qu'il était de 415 en 2013 et de 412 en 2008.
Parmi ces logements, 66,7 % étaient des résidences principales, 22,9 % des résidences secondaires et 10,4 % des logements vacants. Ces logements étaient pour 92,5 % d'entre eux des maisons individuelles et pour 7,2 % des appartements.
Le tableau ci-dessous présente la typologie des logements à Sainte-Croix-Volvestre en 2018 en comparaison avec celle de l'Ariège et de la France entière. Une caractéristique marquante du parc de logements est ainsi une proportion de résidences secondaires et logements occasionnels (22,9 %) inférieure à celle du département (24,6 %) mais supérieure à celle de la France entière (9,7 %). Concernant le statut d'occupation de ces logements, 75,7 % des habitants de la commune sont propriétaires de leur logement (77,5 % en 2013), contre 66,3 % pour l'Ariège et 57,5 % pour la France entière.
| Typologie                                               | Sainte-Croix-Volvestre | Ariège | France entière |
| ------------------------------------------------------- | ---------------------- | ------ | -------------- |
| Résidences principales (en %)                           | 66,7                   | 65,7   | 82,1           |
| Résidences secondaires et logements occasionnels (en %) | 22,9                   | 24,6   | 9,7            |
| Logements vacants (en %)                                | 10,4                   | 9,7    | 8,2            |

### Voies de communication et transports
Accès par la D 627, ancienne route nationale 627.

### Risques majeurs

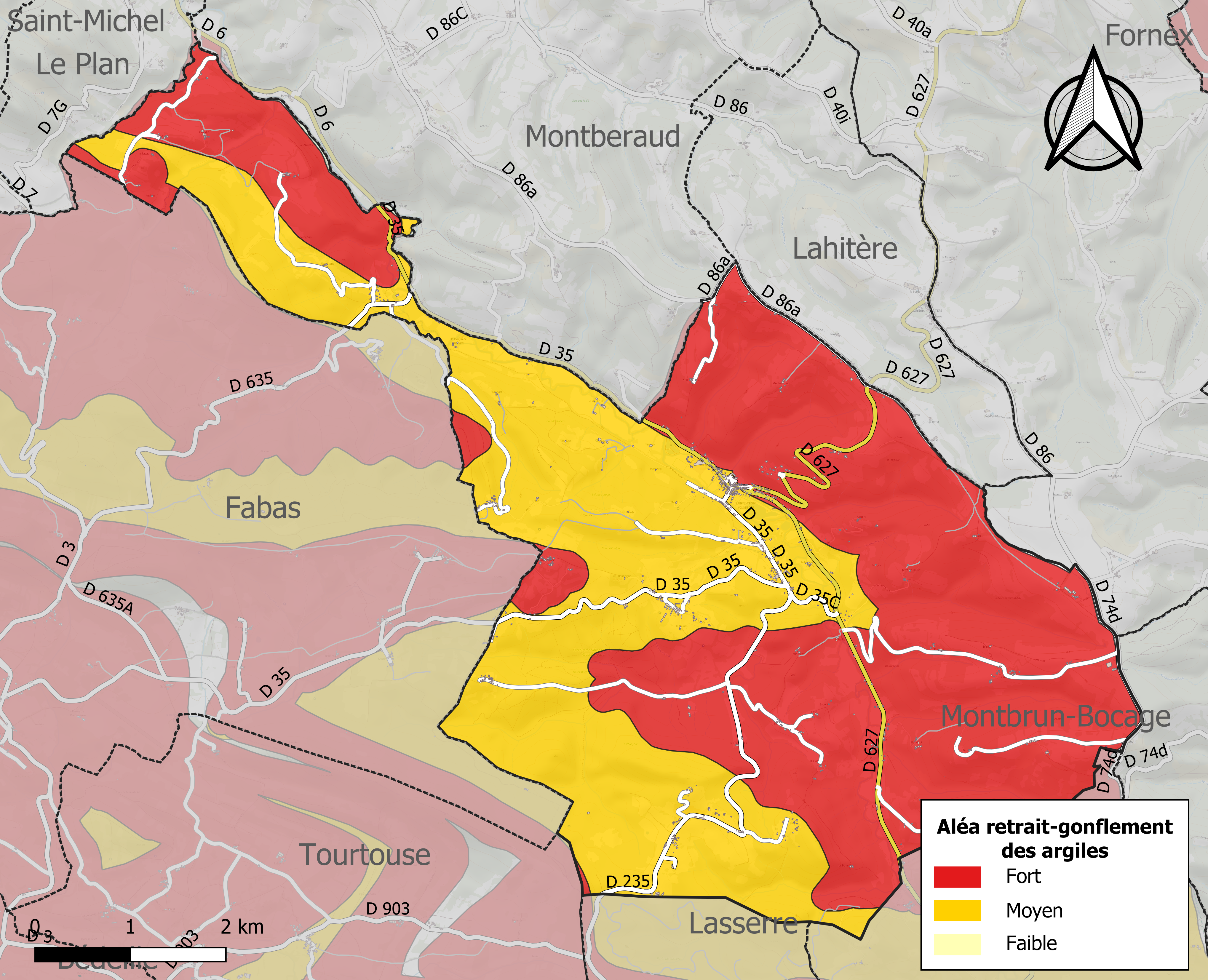
Zonage de l'aléa retrait-gonflement des argiles sur la commune de Sainte-Croix-Volvestre.

Le territoire de la commune de Sainte-Croix-Volvestre est vulnérable à différents aléas naturels : inondations, climatiques (grand froid ou canicule), feux de forêts, mouvements de terrains et séisme (sismicité faible),.
Certaines parties du territoire communal sont susceptibles d’être affectées par le risque d’inondation par débordement, crue torrentielle d'un cours d'eau, le Volp, ou ruissellement d'un versant.
Les mouvements de terrains susceptibles de se produire sur la commune sont soit des chutes de blocs, soit des glissements de terrains, soit des effondrements liés à des cavités souterraines, soit des mouvements liés au retrait-gonflement des argiles. Près de 50 % de la superficie du département est concernée par l'aléa retrait-gonflement des argiles, dont la commune de Sainte-Croix-Volvestre. L'inventaire national des cavités souterraines permet par ailleurs de localiser celles situées sur la commune.
Ces risques naturels sont pris en compte dans l'aménagement du territoire de la commune par le biais d'un plan de prévention des risques (PPR) inondation et mouvement de terrain approuvé le 22 juillet 2011.

## Toponymie
Le nom occitan de la commune est Senta Crotz de Volvèstre. Sainte-Croix s'est appelée Sainte-Croix-Volvestre en 1958.

## Histoire
Sainte-Croix fut d'abord un prieuré de femmes fondé entre 1114 et 1117 par l'ordre de Fontevraud. La population s'est agglomérée progressivement autour de ce prieuré de plus en plus influent et dans une certaine quiétude. Le XIVe siècle fut très difficile : les années 1310 marquées par une grande famine, puis en 1348 par la peste noire et enfin en 1360 par le pillage et l'incendie du prieuré par des « routiers ».

## Politique et administration

### Découpage territorial
La commune de Sainte-Croix-Volvestre est membre de la communauté de communes Couserans-Pyrénées, un établissement public de coopération intercommunale (EPCI) à fiscalité propre créé le 18 novembre 2016 dont le siège est à Saint-Lizier. Ce dernier est par ailleurs membre d'autres groupements intercommunaux.
Sur le plan administratif, elle est rattachée à l'arrondissement de Saint-Girons, au département de l'Ariège, en tant que circonscription administrative de l'État, et à la région Occitanie.
Sur le plan électoral, elle dépend du canton des Portes du Couserans pour l'élection des conseillers départementaux, depuis le redécoupage cantonal de 2014 entré en vigueur en 2015, et de la deuxième circonscription de l'Ariège  pour les élections législatives, depuis le redécoupage électoral de 1986.

### Administration municipale
Le nombre d'habitants au recensement de 2011 étant compris entre 500 et 1 499 habitants, le nombre de membres du conseil municipal pour l'élection de 2014 est de quinze,.

### Liste des maires
| Période                                  | Période  | Identité        | Étiquette     | Qualité                        |
| ---------------------------------------- | -------- | --------------- | ------------- | ------------------------------ |
| 1945                                     | 1977     | Charles Fauroux | SFIO puis RPR | Conseiller général (1950-1979) |
| 1977                                     | 2001     | Pierre Fauroux  | PS            | Conseiller général (1979-2004) |
| mars 2001                                | 2008     | Maurice Oulieu  | PS            |                                |
| mars 2008                                | En cours | Jean Doussain   | PS            | Artisan                        |
| Les données manquantes sont à compléter. |          |                 |               |                                |

## Population et société

### Démographie
L'évolution du nombre d'habitants est connue à travers les recensements de la population effectués dans la commune depuis 1793. Pour les communes de moins de 10 000 habitants, une enquête de recensement portant sur toute la population est réalisée tous les cinq ans, les populations de référence des années intermédiaires étant quant à elles estimées par interpolation ou extrapolation. Pour la commune, le premier recensement exhaustif entrant dans le cadre du nouveau dispositif a été réalisé en 2006.

En 2022, la commune comptait 652 habitants, en évolution de +3,33 % par rapport à 2016 (Ariège : +1,48 %, France hors Mayotte : +2,11 %).
| 1793  | 1800  | 1806  | 1821  | 1831  | 1836  | 1841  | 1846  | 1851  |
| ----- | ----- | ----- | ----- | ----- | ----- | ----- | ----- | ----- |
| 1 453 | 1 517 | 1 671 | 1 813 | 1 761 | 1 919 | 1 886 | 1 827 | 1 853 |

| 1856  | 1861  | 1866  | 1872  | 1876  | 1881  | 1886  | 1891  | 1896  |
| ----- | ----- | ----- | ----- | ----- | ----- | ----- | ----- | ----- |
| 1 819 | 1 702 | 1 644 | 1 698 | 1 612 | 1 464 | 1 580 | 1 628 | 1 578 |

| 1901  | 1906  | 1911  | 1921 | 1926 | 1931 | 1936 | 1946 | 1954 |
| ----- | ----- | ----- | ---- | ---- | ---- | ---- | ---- | ---- |
| 1 530 | 1 519 | 1 262 | 921  | 841  | 761  | 714  | 710  | 627  |

| 1962 | 1968 | 1975 | 1982 | 1990 | 1999 | 2006 | 2011 | 2016 |
| ---- | ---- | ---- | ---- | ---- | ---- | ---- | ---- | ---- |
| 533  | 502  | 512  | 520  | 585  | 611  | 654  | 642  | 631  |

| 2021 | 2022 | - | - | - | - | - | - | - |
| ---- | ---- | - | - | - | - | - | - | - |
| 641  | 652  | - | - | - | - | - | - | - |

| selon la population municipale des années : | 1968 | 1975 | 1982 | 1990 | 1999 | 2006 | 2009 | 2013 |
| Rang de la commune dans le département      | 61   | 46   | 55   | 46   | 43   | 44   | 46   | 52   |
| Nombre de communes du département           | 340  | 328  | 330  | 332  | 332  | 332  | 332  | 332  |

### Enseignement
Sainte-Croix-Volvestre dispose d'une école maternelle et primaire, équipée d'une cantine. Un centre de loisirs (ENVOL) est également présent dans les locaux de l'école ainsi qu'une bibliothèque.

### Manifestations culturelles et festivités
- Marché tous les mercredis matin à l'espace Charles-Fauroux.
- Marché Ô initiatives courant juillet (toute la journée), permettant de regrouper les acteurs locaux et les producteurs autour d'une thématique définie chaque année.
- Fête locale de la Saint Fiacre le dernier week-end d'août.
- Foire cantonale le premier dimanche de septembre.

### Santé
Pharmacie, centre médical, kinésithérapeute, Service de soins infirmiers à domicile, EHPAD.

### Sports et équipements
- Plan d'eau ouvert à la pêche 2e catégorie. Baignade surveillée du 1er juillet au 31 août.
- Stade et club de rugby à XV.
- Terrain et club de tennis.

### Écologie et recyclage
La collecte et le traitement des déchets des ménages et des déchets assimilés ainsi que la protection et la mise en valeur de l'environnement se font dans le cadre du SICTOM du Couserans.
La déchetterie du Volvestre ariégeois se trouve sur la commune de Lasserre au lieudit Chaumes.

## Économie

### Revenus
En 2018, la commune compte 279 ménages fiscaux, regroupant 543 personnes. La médiane du revenu disponible par unité de consommation est de 18 830 € (19 820 € dans le département).

### Emploi
| Division       | 2008   | 2013   | 2018   |
| -------------- | ------ | ------ | ------ |
| Commune        | 10,6 % | 7,5 %  | 18,2 % |
| Département    | 8,9 %  | 11,1 % | 11,2 % |
| France entière | 8,3 %  | 10 %   | 10 %   |

En 2018, la population âgée de 15 à 64 ans s'élève à 345 personnes, parmi lesquelles on compte 78,2 % d'actifs (60 % ayant un emploi et 18,2 % de chômeurs) et 21,8 % d'inactifs,. Depuis 2008, le taux de chômage communal (au sens du recensement) des 15-64 ans est supérieur à celui de la France et du département.
La commune est hors attraction des villes,. Elle compte 219 emplois en 2018, contre 206 en 2013 et 197 en 2008. Le nombre d'actifs ayant un emploi résidant dans la commune est de 210, soit un indicateur de concentration d'emploi de 104,1 % et un taux d'activité parmi les 15 ans ou plus de 50,2 %.
Sur ces 210 actifs de 15 ans ou plus ayant un emploi, 93 travaillent dans la commune, soit 44 % des habitants. Pour se rendre au travail, 84,4 % des habitants utilisent un véhicule personnel ou de fonction à quatre roues, 2,4 % les transports en commun, 3,8 % s'y rendent en deux-roues, à vélo ou à pied et 9,4 % n'ont pas besoin de transport (travail au domicile).

### Activités hors agriculture
57 établissements sont implantés  à Sainte-Croix-Volvestre au 31 décembre 2019. Le tableau ci-dessous en détaille le nombre par secteur d'activité et compare les ratios avec ceux du département,.
| Secteur d'activité                                                                                        | Commune | Commune | Département |
| Secteur d'activité                                                                                        | Nombre  | %       | %           |
| --- | ------- | ------- | ----------- |
| Ensemble                                                                                                  | 57      | 100 %   | (100 %)     |
| Industrie manufacturière, industries extractives et autres                                                | 11      | 19,3 %  | (12,9 %)    |
| Construction                                                                                              | 12      | 21,1 %  | (14,2 %)    |
| Commerce de gros et de détail, transports, hébergement et restauration                                    | 8       | 14 %    | (27,5 %)    |
| Information et communication                                                                              | 2       | 3,5 %   | (1,8 %)     |
| Activités financières et d'assurance                                                                      | 2       | 3,5 %   | (2,8 %)     |
| Activités immobilières                                                                                    | 2       | 3,5 %   | (4,2 %)     |
| Activités spécialisées, scientifiques et techniques et activités de services administratifs et de soutien | 6       | 10,5 %  | (13,2 %)    |
| Administration publique, enseignement, santé humaine et action sociale                                    | 8       | 14 %    | (14,4 %)    |
| Autres activités de services                                                                              | 6       | 10,5 %  | (8,8 %)     |

Le secteur de la construction est prépondérant sur la commune puisqu'il représente 21,1 % du nombre total d'établissements de la commune (12 sur les 57 entreprises implantées  à Sainte-Croix-Volvestre), contre 14,2 % au niveau départemental.
Les deux entreprises ayant leur siège social sur le territoire communal qui génèrent le plus de chiffre d'affaires en 2020 sont : 
- MVhabitation, construction d'autres bâtiments (344 k€) ;
- Antidote Solutions, études de marché et sondages (210 k€).

Autres entreprises :
- industrie : scierie Fauroux ;
- entreprises BTP : DWM ;
- commerces : salon de coiffure, épicerie (L'épicerie du Lac), bar-restaurant (Le poulpe du lac), caviste (Un Vin Dix Vins), notaire (office notarial).

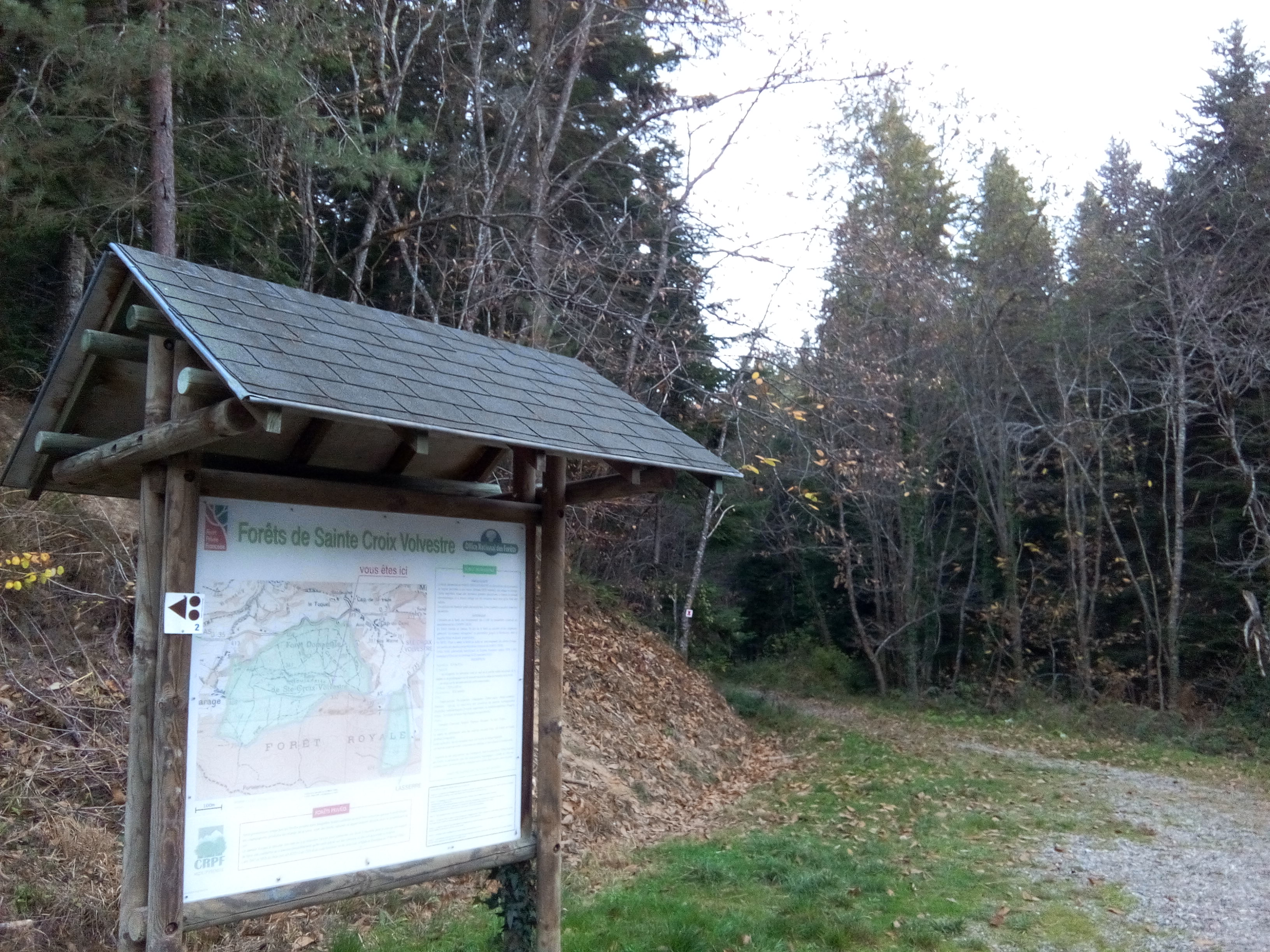
Forêt de Sainte-Croix-Volvestre.

### Agriculture
La commune fait partie de la petite région agricole dénommée « Coteaux de l'Ariège ». En 2010, l'orientation technico-économique de l'agriculture  sur la commune est l'élevage de volailles.
|                                   | 1988 | 2000 | 2010 |
| --------------------------------- | ---- | ---- | ---- |
| Exploitations                     | 27   | 16   | 16   |
| Superficie agricole utilisée (ha) | 531  | 308  | 214  |

Le nombre d'exploitations agricoles en activité et ayant leur siège dans la commune est passé de 27 lors du recensement agricole de 1988 à 16 en 2000 puis à 16 en 2010, soit une baisse de 41 % en 22 ans. Le même mouvement est observé à l'échelle du département qui a perdu pendant cette période 48 % de ses exploitations. La surface agricole utilisée sur la commune a également diminué, passant de 531 ha en 1988 à 214 ha en 2010. Parallèlement la surface agricole utilisée moyenne par exploitation a baissé, passant de 20 à 13 ha.

## Culture locale et patrimoine

### Lieux et bâtiments
- Plan d'eau de Sainte-Croix Volvestre, retenue d'eau artificielle constituant une base de loisirs.
- Église Saint-Fiacre.
- Ruine du prieuré de Sainte-Croix (ordre de Fontevraud)[61] inscrit au titre des monuments historiques depuis 2012[62].
- Forêt de Sainte-Croix-Volvestre.

### Équipements culturels
- Salle de musiques actuelles « Art'Cade ».
- Musée des arts et traditions.

### Personnalités liées à la commune
- Pierre Bazy (1853-1934), chirurgien et chercheur urologue éminent, membre de l'Académie de médecine (1913) et des Sciences (1921).
- Marguerite Vaillant-Couturier (1855-1930) : mère de Paul Vaillant-Couturier.
- Eugène Pérès (1858-1935), avocat, maire et conseiller général de Sainte-Croix, député puis sénateur.
- Paul Vaillant-Couturier (1892-1937) : dirigeant du Parti communiste français dont les parents sont inhumés à Sainte-Croix. La maison Couturier était la dernière maison en quittant le village vers Fabas. Une plaque était apposée. Elle a été retirée  à l'occasion de travaux.
- François Camel (1893-1941) : homme politique ayant fondé la section de la SFIO à Sainte-Croix-Volvestre.
- Nicolas Greschny (1912-1985) : peintre ayant réalisé les fresques de l'église Saint-Fiacre.
- Jean Duvernoy (1917-2010) : historien et juriste ayant vécu ses dernières années au village de Sainte-Croix.
- Jean-Marc Doussain (1991-) : joueur de rugby originaire de Sainte-Croix-Volvestre.